# マッハライダー
『マッハライダー』（MACH RIDER）は1985年11月21日に任天堂が発売したファミリーコンピュータ（以下FC）用のレースゲーム。開発はハル研究所。
『F1レース』（1984年）、『エキサイトバイク』（1984年）に続く、任天堂のレースゲーム3作目。FC版と同時期に、任天堂VS.システムにより、ファイティングコースのみがプレイできるアーケード版が稼働された。また2007年9月4日には、WiiのバーチャルコンソールでFC版が配信開始され、2013年7月17日にはニンテンドー3DSの、2014年10月1日にはWii Uのバーチャルコンソールでも配信された。

## 概要
内容は『F1レース』と同じフロントビューのレースゲームだが、自車が機銃（マシンガン）を装備しており、妨害する敵車を攻撃・破壊できる。クラッシュ時の演出も自車がただ爆発するのではなく、バラバラの破片となって四散した直後にビデオの逆再生の如く破片が集まって自車が復活するというものになっている。また荒廃した近未来を舞台とする、ポストアポカリプスの殺伐とした世界観を特徴とするが、ゲーム中ではそれらの背景やストーリーが明確に表現されることは無い。これらは雑誌『ユーズド・ゲームズ』において「『北斗の拳』に似た退廃的な雰囲気（後述）やクラッシュ時のそのシュールな演出が特徴的」という旨の紹介がなされた。
アーケード版ではステージクリア毎にスーツを脱いだ主人公のライダーの姿が少しずつ表示されていき、主人公が女性であることが判明する。1986年にはハイスコア誌に虎井安夫による主人公のポスターが掲載された。『大乱闘スマッシュブラザーズDX』（2001年）、『大乱闘スマッシュブラザーズX』（2008年）、『大乱闘スマッシュブラザーズ for Wii U』（2014年）、『大乱闘スマッシュブラザーズ SPECIAL』（2018年）、にてBGMがアレンジされ再登場した。『マリオカートWii』（2008年）では主人公のバイクをモチーフにした「マッハ・バイク」というハングオンタイプの中型バイクが登場する。

## ゲーム内容

### システム
プレイヤーは主人公の乗るバイクを操作し、進行を阻害しようとする敵を回避・撃破しつつゴールを目指す。ステージは、ファイティングコース（後述）で全20（ステージ10クリア後新たに10追加される物を含む）であるが、各ステージで2つのコースのうち一方を選択する形式であるためコースは40種類用意されている。また、エンディングは存在せず、ステージ20クリア後はステージ1にループする。モードによってタイム制限や燃料、残機の概念があり、ゴール到達前にそれらが尽きた場合、ゲームオーバーとなる。
主人公の乗るバイクは先述のマシンガン、および4段変速のギア、バックミラーを有しており、背後から接近する敵車をバックミラーで確認し、コースの状況に合わせギアチェンジを行いつつ、走行の邪魔をする敵車をマシンガンで撃破しながらゴールを目指す。
ゲーム画面上部は、3つに分割されたステータス表示部分となっており、左から得点画面、ギア表示および残弾数表示画面、バックミラー画面部分で構成されている。画面下部が実際のゲーム画面であり、コース上の主人公が表示される。
ある条件を満たしてステージをクリアすれば、ライダーの能力がパワーアップするが、説明書にはそれに関する記載が一切ない。

### ゲームモード
ファイティングコース（FIGHTING COURSE）
規定されたコースを走破するモード。制限時間はない。残機制だが1面のみバイクにエネルギー制で時間経過とともにエネルギーゲージが減少していき、ゴール時のエネルギー残量によって2面以降の機数が決定される。コースはAコースとBコースが存在し、スタート時に一方のコースを選択するようになっている。
エンデュランスコース（ENDURANCE COURSE）
規定された距離を、与えられた制限時間内に走破するタイムアタックモード。規定距離を走破すると、効果音が鳴ってステージクリアが確定し、以降は時間が無くなるまでレースが続行される。時間切れになると、ライダーは徐々に失速してやがて停車するが、その間に規定距離を走破した場合はクリアとみなされる。ファイティングコースと違って機数制限は存在せず、ライダーは何度爆死しても復活が可能だが、復活までにかかる時間がタイムロスとなる。
ステージが進むごとに規定される距離が長くなり、制限時間もシビアになるなど、難易度が上昇する。
ソロコース（SOLO COURSE）
エンデュランスコースと同じ要領のタイムアタックモードだが、敵車が登場せず、障害物のみでコースが展開される。
デザイン（DESIGN）
自分で好きなコースをデザインできるエディットモード。プレイ時は上記3つのモードで選択可能。
ファイティングコースを選択した場合、作成したコースの距離が忠実に再現される。そのため、あまりに長距離のコースを作成すると、1面の道中でエネルギー切れに陥ってクリア不可能になってしまう。また、作成できるコースは1つだけで、本編のようにAコースとBコースに分けて作ることはできない。
なお、作成したコースのデータは、別売の周辺機器「データレコーダ」でセーブ・ロードが可能。

## ストーリー
西暦2112年。凶悪な暴徒集団の侵略によって世界は荒れ果てた。1kmをわずか3秒で駆け抜けるバイクを駆るマッハライダーは生存者と新天地を探し求め、暴徒集団の妨害をマシンガンでかいくぐりながら荒野を爆走する。

## 登場キャラクター
ライダー（主人公）以外のキャラクター、およびオブジェクトについて記述する。

### 障害物
上を通過するとスリップする（スリップ時はスリップした方向の十字キーを押すことで回避可能）ものと、触れるとライダー・敵車問わず爆死するもの（岩石を除いてマシンガンで破壊可能）の2種類に分けられる。
- スリップ系
  - 水溜り、オイル、鋲 - 路上に撒かれている。グラフィックは違うが、発動効果は同じ。オイルと鋲に関しては、前方を走る敵車が散布することもある。
  - スリップゾーン - 背景が白色に変化する区間。雪道のようなもので、減速せずカーブに突っ込むとスリップする。全面スリップゾーンのコースも存在する。
- 爆死系
  - ドラム缶（青） - 路肩に一定間隔で設置されている。マシンガンで破壊してもスコアは増えない。
  - ドラム缶（白黒） - 路上の一定区間内に点在するように設置されている。破壊時のスコアは300。
  - ボンバーボール - 進行方向から高速で飛来してくる球形の爆弾。様々な色（白、黒、赤、青、緑）のものが存在するが、能力に差異はない。破壊時のスコアは1000。
  - 岩石 - 路上の一定区間内に点在するように設置されている。破壊不可能。

### 敵車
「暴徒」と呼ばれ、ライダーの進路を様々な手段で妨害するバギーカー。
マシンガンを所定の弾数撃ち込むか、高速走行で体当たりし、障害物に激突させる（これをゲーム内では「ブロック」と呼ぶ）ことで破壊可能。
なお、1速で走行していた場合、背後からライダーへ必中の突進を行い、一撃で爆死ミスとなる。
ブロック耐性は車体の色によって異なり、それぞれピンク→緑→赤→青→紫→黒の順で強固になる。括弧内は（マシンガン破壊時のスコア・ブロック破壊時のスコア）を表す。
- ピンク（200・500） - 横に並ぶと緩やかに体当たりしてくるほか、オイルを撒き散らす個体も登場する。マシンガン1発で破壊可能であるため、走行速度もブロック耐性も敵車の中では最弱。
- 緑（500・1000） - 特殊な手段は用いず、正攻法でライダーの進路を妨害する。ピンクよりも速度がやや速く、マシンガン2発で破壊可能。
- 赤（1000・3000） - オイルを頻繁に撒き散らす。マシンガン3発で破壊可能。
- 青（2000・4000） - 前方を走っている時は、鋲を頻繁に撒き散らす。ライダーが追い付くと並走し、体当たり攻撃を行う。マシンガン4発で破壊可能。
- 紫（3000・9000） - 走行速度が他の車両の中で最も速く、ライダーの4速をも遥かに凌ぐ。その性能を生かして、背後から高速で接近し、ライダーを障害物に激突させようと一撃の体当たりをしてくる。体当たり敢行後はライダーを追い越して走り去るが、前述した高速のため、破壊するのは困難を極める。マシンガン2発で破壊可能。
- 黒（5000・20000） - 特殊な手段は用いず、正攻法でライダーの進路を妨害する。ライダーの横を並走し、しつこく体当たりしてくる。マシンガン10発で破壊可能。

## 移植版
| No. | タイトル                                      | 発売日                                  | 対応機種        | 開発元     | 発売元                 | メディア                              | 型式 | 備考                  | 出典                |
| --- | --------------------------------------------- | --------------------------------------- | --------------- | ---------- | ---------------------- | ------------------------------------- | ---- | --------------------- | ------------------- |
| 1   | VS.マッハライダー                             | 1985年                                  | アーケード      | ハル研究所 | 任天堂レジャーシステム | 業務用基板                            | -    | 任天堂VS.システム対応 |                     |
| 2   | マッハライダー                                | 2007年5月25日 2007年7月9日 2007年9月4日 | Wii             | ハル研究所 | 任天堂                 | ダウンロード （バーチャルコンソール） | -    |                       | [ 5 ] [ 6 ]         |
| 3   | マッハライダー                                | 2013年7月17日 2014年4月10日             | ニンテンドー3DS | ハル研究所 | 任天堂                 | ダウンロード （バーチャルコンソール） | -    |                       | [ 7 ]               |
| 4   | マッハライダー                                | 2014年5月1日 2014年10月1日              | Wii U           | ハル研究所 | 任天堂                 | ダウンロード （バーチャルコンソール） | -    |                       | [ 8 ]               |
| 5   | ファミリーコンピュータ Nintendo Switch Online | 2024年7月4日                            | Nintendo Switch | 任天堂     | 任天堂                 | ダウンロード                          | -    |                       | [ 9 ] [ 10 ] [ 11 ] |

## スタッフ
- 羽生昭夫、菅浩秋、金井誠、西田泰也、横井軍平、いけだみきお
- 音楽：金指英樹